# Ulica Lwowska w Katowicach

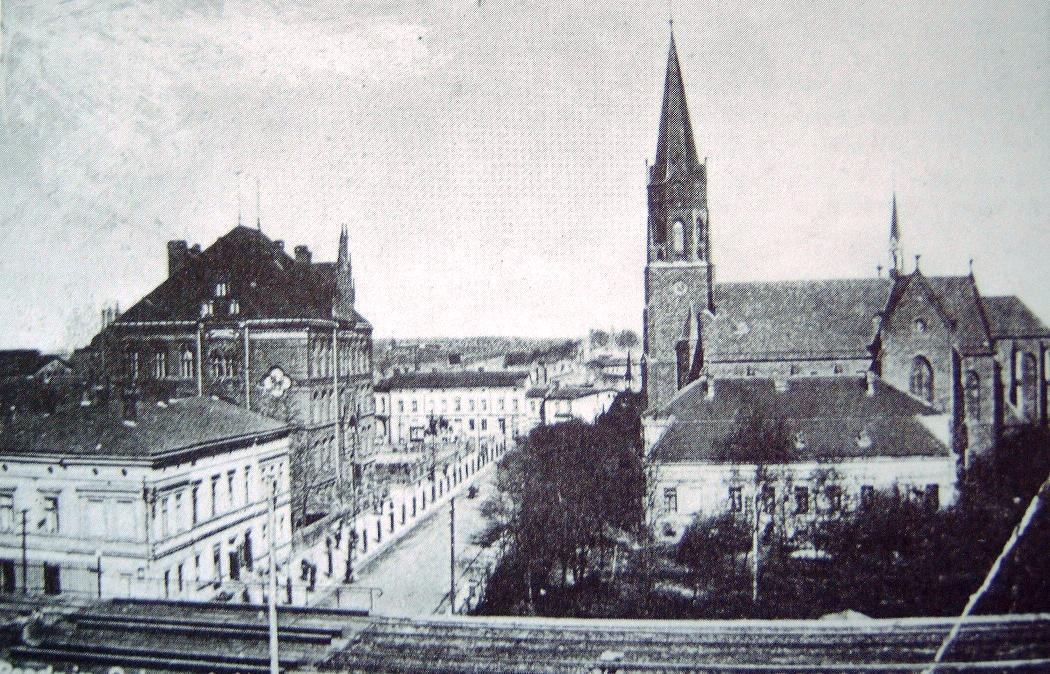
Zdjęcie ulicy z 1922 roku

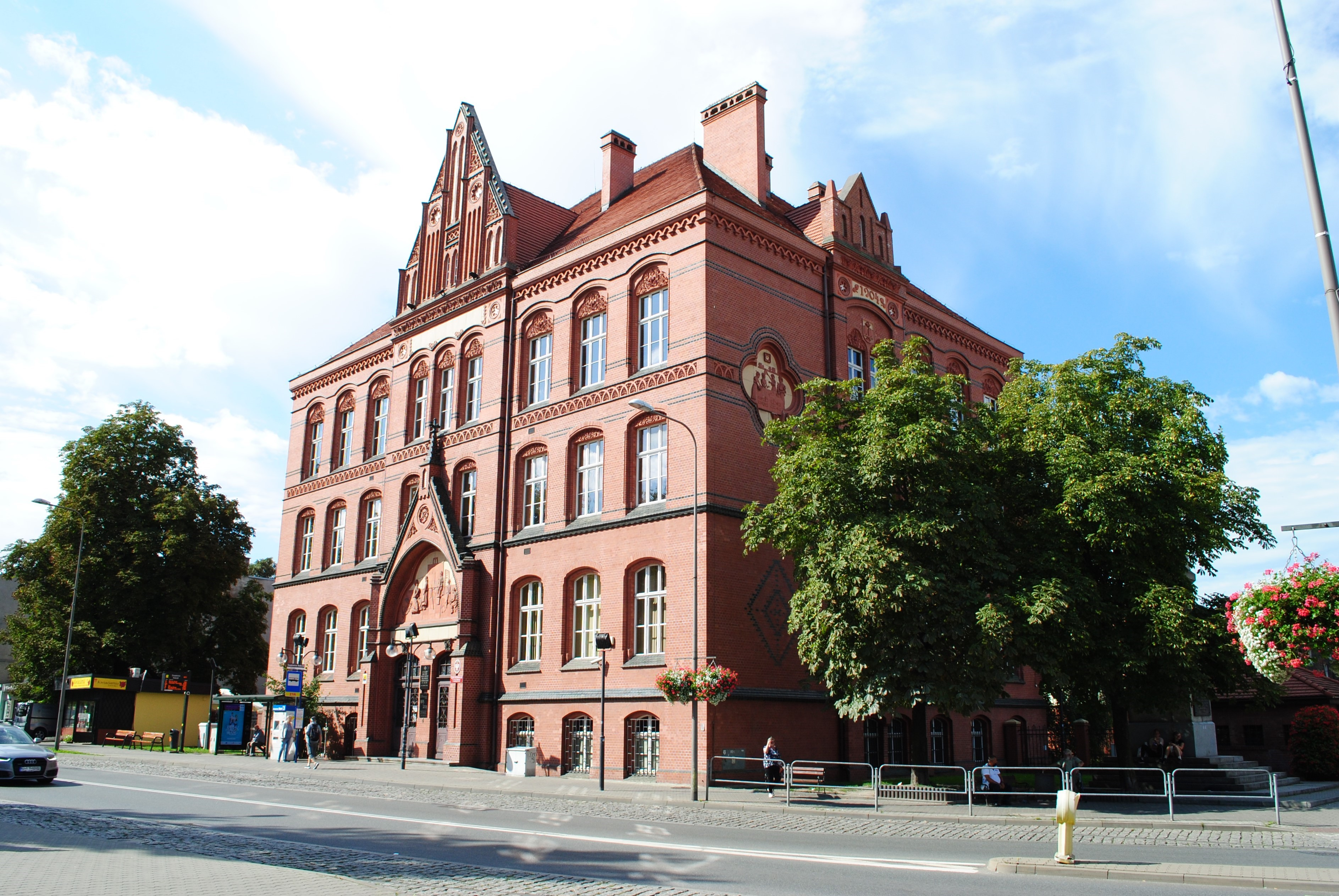
Gmach VI LO im. Jana Długosza (ul. Lwowska 2)

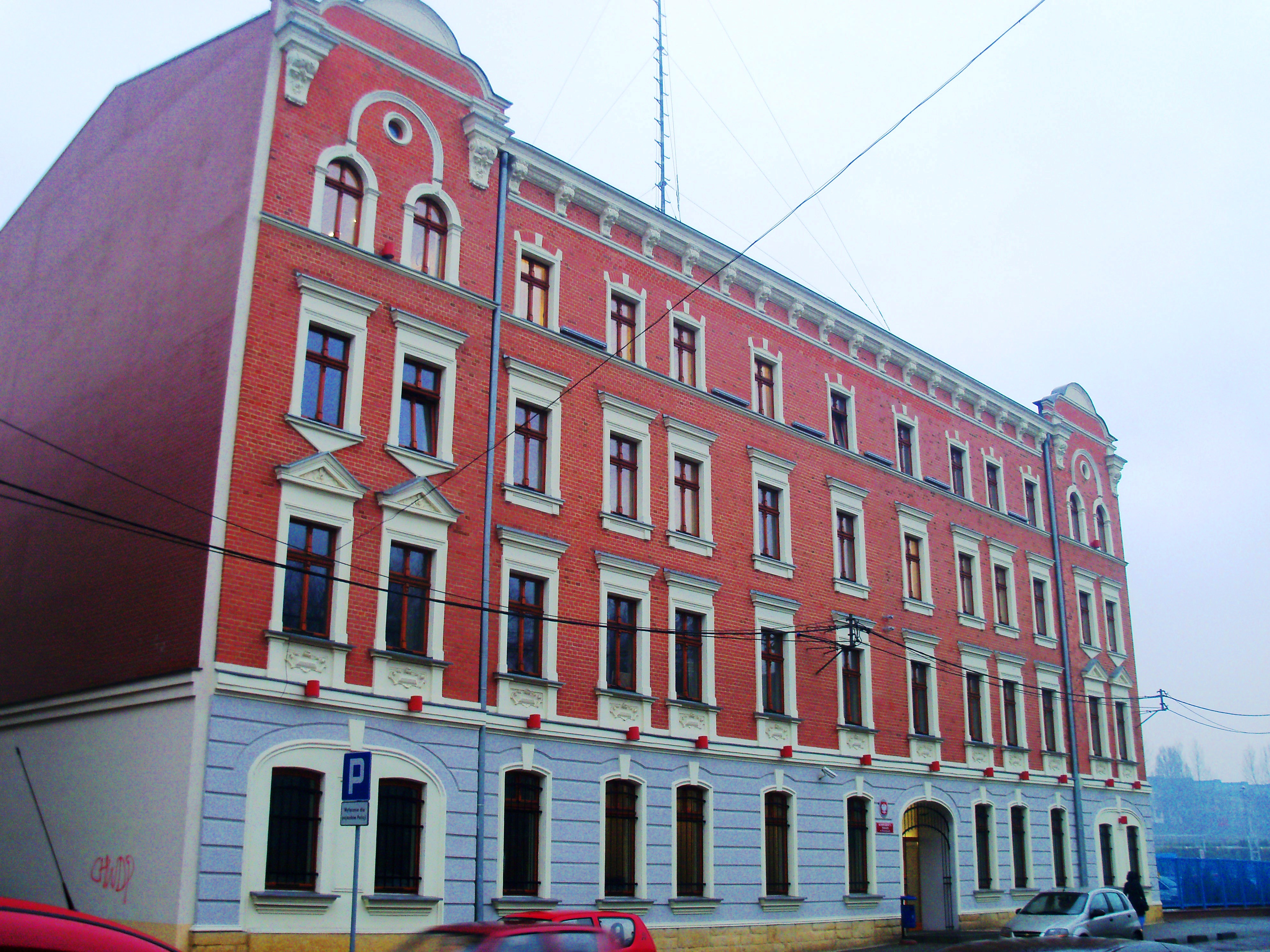
Siedziba V Komisariatu Policji (ul. Lwowska 7)

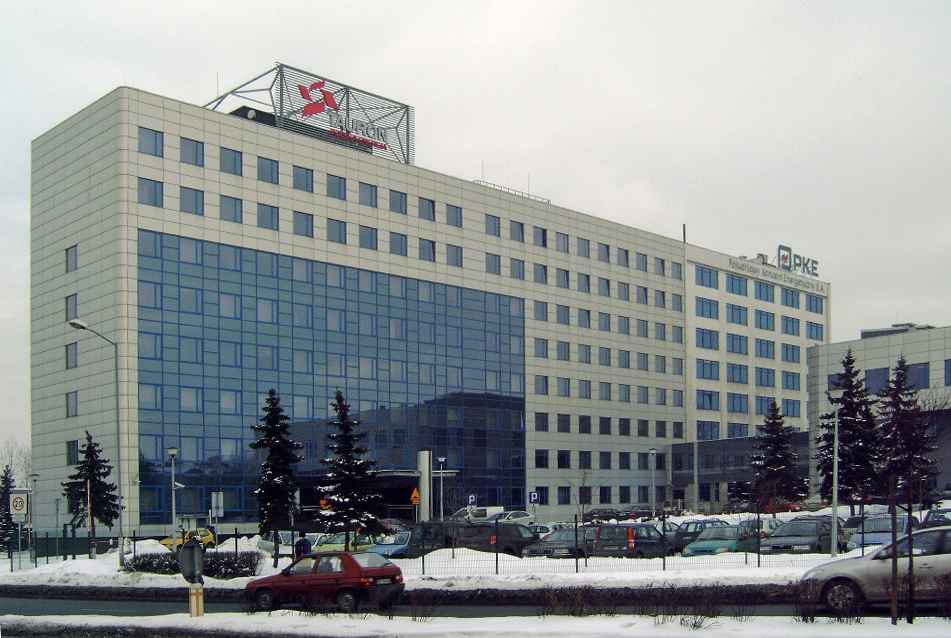
"Tauron Polska Energia" S.A. (ul. Lwowska 23)

Ulica Lwowska w Katowicach − jedna z ważniejszych dróg w Katowicach, przebiegająca przez dwie jednostki pomocnicze: Janów-Nikiszowiec i Szopienice-Burowiec. Droga ta łączy Roździeń i Szopienice z Janowem. Swoją nazwę wzięła od miasta Lwowa. Przy drodze tej zlokalizowane są historyczne i zabytkowe budynki, a także siedziby licznych przedsiębiorstw i instytucji publicznych, w tym siedziba VI Liceum Ogólnokształcącego oraz komisariat policji.

## Przebieg
Ulica rozpoczyna swój bieg od skrzyżowania z ulicami: ks. bpa Herberta Bednorza, Wiosny Ludów i Obrońców Westerplatte, w rejonie placu Powstańców Śląskich w centralnej części Szopienic-Burowca. Następnie przebiega w kierunku południowym pod dwoma wiaduktami kolejowymi obok placu Ogród Dworcowy oraz ul. 11 Listopada. W dalszym przebiegu krzyżuje się z ul. Szopienicką, ul. Krakowską i ul. Bagienną (DK79). Ulica kończy swój bieg przy skrzyżowaniu z ul. Oswobodzenia i ul. Teofila Ociepki w Janowie-Nikiszowcu.

## Opis
W latach 90. XX wieku wzdłuż ulicy wzniesiono familoki dla pracowników hut spółki Georg von Giesches Erben (osiedle Helgoland). W okresie Rzeszy Niemieckiej (do 1922 roku) i w latach niemieckiej okupacji Polski (1939−1945) ulica nosiła nazwę Bahnhofstraße, w latach 1922−1939 i 1945−1960 ulica Dworcowa, od 1960 roku ulica Obrońców Pokoju, a od 1992 roku − ulica Lwowska. W czasach Polski Ludowej część drogi, od skrzyżowania z  ul. Bagienną do skrzyżowania z ul. Oswobodzenia, nosiła nazwę ulica Jedności Robotniczej.
Przy ul. Lwowskiej 22 znajduje się głaz z tablicą upamiętniający miejsce, w którym w 1834 roku wybudowano pierwszą hutę cynku w zespole hut szopienickich Wilhelmina. Obiekt odsłonięto w 150. rocznicę tego wydarzenia.

### Obiekty zabytkowe
Przy ul. Lwowskiej znajdują się następujące historyczne obiekty, objęte ochroną konserwatorską:
- zabytkowy gmach VI Liceum Ogólnokształcącego im. Jana Długosza (ul. Lwowska 2); wpisany do rejestru zabytków dnia 30 grudnia 1994 roku, nr rej.: A/520/2019[8] (dawn. A/1560/94[9]), wzniesiony ok. 1905 roku według projektu Kunzego[10] (budowniczego miejskiego z Opola), w stylu neogotyckim (podczas III powstania śląskiego był siedzibą Wojciecha Korfantego i Naczelnej Władzy Cywilnej i Wojskowej[11]); na fasadzie budynku szkoły znajduje się tablica upamiętniająca stulecie szkoły, umieszczona w październiku 2005 roku[7];
- murowany budynek (ul. Lwowska 5), wzniesiony pod koniec XIX wieku[12][13]; obiekt często błędnie określany mianem hotelu Klippera (nieistniejący obiekt pod numerem 9)[14];
- gmach dawnej poczty kolejowej (ul. Lwowska 6), wzniesiony w latach osiemdziesiątych XIX wieku w stylu historyzmu ceglanego prostego[13], wpisany do rejestru zabytków decyzją z 20 grudnia 2022 (nr rej. A/948/2022)[15];
- wolnostojąca murowana kamienica (ul. Lwowska 7)[13], wzniesiona pod koniec XIX wieku[12]; w 2010 roku zmodernizowana kosztem 7,5 mln złotych na potrzeby nowej siedziby V Komisariatu Policji[16][17];
- obiekt dawnej przychodni kolejowej (ul. Lwowska 8), wybudowany w latach osiemdziesiątych XIX wieku w stylu historyzmu ceglanego prostego[13];
- murowana kamienica narożna (ul. Lwowska 10, róg z ul. Wypoczynkową 1), wzniesiona pod koniec XIX wieku[12][13];
- murowana kamienica (ul. Lwowska 12, róg z ul. 11 Listopada 2), wzniesiona pod koniec XIX wieku[12][13];
- murowana kamienica z budynkiem gospodarczym (ul. Lwowska 13), wzniesiona w drugiej połowie XIX wieku (budynek gospodarczy w 1896 roku)[13];
- murowana kamienica (ul. Lwowska 14, róg z ul. 11 Listopada 1), wzniesiona pod koniec XIX wieku[12][13];
- familoki dawnej huty Wilhelmina – osiedle Helgoland (ul. Lwowska 15, 16, 18, 20, 22, 24, 26 i 28), wybudowane w latach dziewięćdziesiątych XIX wieku w stylu historyzmu ceglanego[13];
- familok (ul. Lwowska 30), wzniesiony na początku XX wieku w stylu modernistycznym[13];
- kamienica mieszkalna z zapleczem (ul. Lwowska 60), pochodząca z początku XX wieku, wzniesiona w stylu historyzmu/secesji[13];
- narożna kamienica mieszkalna (ul. Lwowska 62; róg z ul. Oswobodzenia), pochodząca z początku XX wieku, wzniesiona w stylu historyzmu/secesji[13].

### Instytucje
Przy pl. Powstańców Śląskich 3 znajduje się rzymskokatolicki kościół św. Jadwigi Śląskiej. Swoją siedzibę przy ul. Lwowskiej mają: firmy produkcyjne, handlowe i usługowe, Laboratorium Inżynierii Lądowej Labotest, Tauron Polska Energia S.A. (ul. Lwowska 23), wytwórnia mas betonowych Bosta-Beton, supermarket SELGROS Cash & Carry, dyskont spożywczy Lidl i V Komisariat Policji (ul. Lwowska 7).

### Transport i komunikacja
W założeniu docierająca do ul. Lwowskiej ul. Bagienna ma być częścią Drogowej Trasy Średnicowej. Od skrzyżowania z ul. Lwowską ma zostać wybudowany odcinek do ul. Obrzeżnej Zachodniej w kierunku Mysłowic; zostanie wybudowany węzeł Janów, a zmodernizowany − węzeł Wilhelmina.  Ulicą kursują autobusy Zarządu Transportu Metropolitalnego. Znajdują się tu następujące przystanki: Szopienice Kościół, Wilhelmina Skrzyżowanie i Janów Lwowska Szkoła.